# Santa Brígida (Gran Canària)
Santa Brígida és un municipi a l'illa de Gran Canària, a les illes Canàries. El seu nom guanxe era Satautey ("gran palmerar" o "poblat de palmeres"), una referència a les nombroses palmeres que creixen en els barrancs de la població. La batalla lliurada en el seu sòl en 1599 entre les milícies canàries i les tropes invasores holandeses està reflectida en el lema del seu escut: "per Espanya i per la fe, vam vèncer a l'holandès".
Geogràficament, Santa Brígida presenta una forma rectangular i se situa en el sector nord-est de les medianies de Gran Canària. La seva ubicació i altura (mai superior als 900 metres) propicien temperatures suaus i precipitacions moderades. Com a conseqüència d'una etapa volcànica recent, en el municipi es van formar amplis espais coberts de picón o lapilli; com a exemple més representatiu d'aquesta etapa es troba la Caldera de Bandama, caldera d'explosió d'un quilòmetre de diàmetre i 220 metres de profunditat.

## Població
| Any  | Població | Densitat    |
| ---- | -------- | ----------- |
| 1991 | 12.199   | -           |
| 1996 | 16.809   | -           |
| 2001 | 17.598   | 778,53/km²  |
| 2002 | 18.719   | -           |
| 2003 | 18.817   | 790,3/km²   |
| 2004 | 18.599   | 778,53/km²  |
| 2006 | 18.760   | 787,90/km²  |
| 2007 | 18.919   | 794,58 /km² |

## Curiositats
En aquesta vila i va morir el compositor alemany Richard Heinrich Stein l'11 d'agost de 1942.